# Copa Libertadores Femenina 2013
La Copa Libertadores Femenina 2013 fue la quinta edición del torneo continental de fútbol femenino que se disputó en Brasil, desde el 27 de octubre al 7 de noviembre en Foz do Iguaçu.

## Formato
El torneo se llevará a cabo con los campeones de las diez asociaciones nacionales de la Conmebol. Los partidos serán jugados en la ciudad de Foz do Iguaçu. Los equipos se dividirán en 3 grupos, de los cuales clasificarán a semifinales, los primeros de cada grupo, y el mejor segundo.

## Equipos participantes
| País                           | Equipo                             | Vía de clasificación                                                                     |
| ------------------------------ | ---------------------------------- | ---------------------------------------------------------------------------------------- |
| Argentina 1 cupo               | Boca Juniors                       | Campeón del Torneo Apertura 2012 y Clausura 2013                                         |
| Bolivia 1 cupo                 | Mundo Futuro FC                    | Campeón del Fútbol Femenino Boliviano 2013                                               |
| Brasil 1 cupo + cupo anfitrión | São José Foz Cataras Futebol Clube | Campeón Copa de Brasil 2012 Representante del país anfitrión                             |
| Chile 1 cupo + campeón vigente | Colo-Colo Everton                  | Campeón de Copa Libertadores Femenina 2012 Subcampeón de Torneo Apertura Femenino 2013 * |
| Colombia 1 cupo                | Formas Íntimas                     | Campeón de la Copa Prelibertadores Femenina Colombia 2013                                |
| Ecuador 1 cupo                 | Rocafuerte                         | Campeón del Campeonato Ecuatoriano de 2013                                               |
| Paraguay 1 cupo                | Cerro Porteño                      | Campeón del Campeonato Paraguayo de 2013                                                 |
| Perú 1 cupo                    | JC Sport Girls                     | Campeón del Campeonato Peruano de Fútbol Femenino de 2012                                |
| Uruguay 1 cupo                 | Nacional                           | Campeón del Torneo Clasificatorio Femenino de 2013                                       |
| Venezuela 1 cupo               | Estudiantes de Guárico             | Campeón del Campeonato Venezolano de la temporada 2012-2013                              |

(*) Colo-Colo se coronó hexacampeón del Torneo Chileno, pero como se clasificó como campeón defensor de la Copa Libertadores, le cedió su lugar al subcampeón Chileno, Everton.

## Primera Etapa

### Grupo A
| Equipo         | Pts | PJ | PG | PE | PP | GF | GC | DG  |
| -------------- | --- | -- | -- | -- | -- | -- | -- | --- |
| Colo Colo      | 7   | 3  | 2  | 1  | 0  | 16 | 4  | 12  |
| Mundo Futuro   | 7   | 3  | 2  | 1  | 0  | 7  | 4  | 3   |
| Nacional       | 3   | 3  | 1  | 0  | 2  | 5  | 10 | -5  |
| JC Sport Girls | 0   | 3  | 0  | 0  | 3  | 2  | 12 | -10 |

| 27 de octubre de 2013 10:30 | Mundo Futuro FC          | 1:0 (0:0) | JC Sport Girls | Estadio ABC, Foz do Iguaçu |  |
|                             | Yanina Ángeles López 88' | Reporte   |                |                            |  |

| 27 de octubre de 2013 19:15 | Colo Colo                                                                                         | 5:1 (1:1) | Nacional              | Estadio ABC, Foz do Iguaçu |  |
|                             | Yanara Aedo 37' · Yusmery Ascanio 46' · Camila Sáez 50' · Claudia Soto 55' · Francisca Moroso 85' | Reporte   | Florencia Garrido 16' |                            |  |

| 29 de octubre de 2013 10:30 | Nacional              | 1:3 (0:2) | Mundo Futuro FC             | Estadio Pedro Basso, Foz do Iguaçu |  |
|                             | Lucía Cappelletti 72' | Reporte   | Maitté Zamorano 20' 38' 89' |                                    |  |

| 29 de octubre de 2013 17:00 | Colo Colo                                                                          | 8:0 (5:0) | JC Sport Girls | Estadio Pedro Basso, Foz do Iguaçu |  |
|                             | Camila Sáez · Estefania Banini · Claudia Soto · Yessenia Huenteo · Yusmery Ascanio | Reporte   |                |                                    |  |

| 31 de octubre de 2013 10:30 | Nacional                                                                    | 3:2 (3:1) | JC Sport Girls                           | Estadio ABC, Foz do Iguaçu |  |
|                             | Federica Silvera 21' · Mariana Buidid 27' · María Carolina Birizamberri 40' | Reporte   | Liliana Neyra 17' · Amparo Chuquival 93' |                            |  |

| 31 de octubre de 2013 19:15 | Colo Colo                                   | 3:3 (2:0) | Mundo Futuro FC                            | Estadio ABC, Foz do Iguaçu |  |
|                             | Estefania Banini 25' 77' · Claudia Soto 18' | Reporte   | Janeth Morón 51' 59' · Maitté Zamorano 55' |                            |  |

### Grupo B
| Equipo        | Pts | PJ | PG | PE | PP | GF | GC | DG  |
| ------------- | --- | -- | -- | -- | -- | -- | -- | --- |
| São José      | 9   | 3  | 3  | 0  | 0  | 4  | 0  | 4   |
| Cerro Porteño | 6   | 3  | 2  | 0  | 1  | 11 | 4  | 7   |
| Rocafuerte FC | 3   | 3  | 1  | 0  | 2  | 3  | 4  | -1  |
| Everton       | 0   | 3  | 0  | 0  | 3  | 1  | 11 | -10 |

| 27 de octubre de 2013 10:30 | Rocafuerte FC               | 1:0 (0:0) | Everton | Estadio Pedro Basso, Foz do Iguaçu |  |
|                             | Ingrid Rodríguez 76' (pen.) | Reporte   |         |                                    |  |

| 27 de octubre de 2013 18:00 | São José                    | 1:0 (0:0) | Cerro Porteño | Estadio Pedro Basso, Foz do Iguaçu |  |
|                             | Gislaine Souza Da Silva 73' | Reporte   |               |                                    |  |

| 29 de octubre de 2013 10:30 | Cerro Porteño                              | 3:2 (0:0) | Rocafuerte FC                            | Estadio ABC, Foz do Iguaçu |                           |
|                             | Rebeca Fernández 64' 71' · Ana Fleitas 80' | Reporte   | Valeria Palacios 47' · Erika Vásquez 55' | Árbitro(s): Yanina Mujica  | Árbitro(s): Yanina Mujica |

| 29 de octubre de 2013 20:00 | São José                                   | 2:0 (0:0) | Everton | Estadio ABC, Foz do Iguaçu |  |
|                             | Miraildes Maciel 71' · Mariana Pereira 85' | Reporte   |         |                            |  |

| 31 de octubre de 2013 10:30 | Cerro Porteño                                                                                                   | 8:1 (4:1) | Everton            | Estadio Pedro Basso, Foz do Iguaçu |  |
|                             | Rosa Aquino 46' 55' 82' · Liz Peña 14' 32' · Nicol Sanhueza 3' (a.g.) · Jessica Santacruz 44' · Ana Fleitas 48' | Reporte   | Nicol Sanhueza 35' |                                    |  |

| 31 de octubre de 2013 18:00 | São José            | 1:0 (0:0) | Rocafuerte FC | Estadio Pedro Basso, Foz do Iguaçu |  |
|                             | Giovania Campos 56' | Reporte   |               |                                    |  |

### Grupo C
| Equipo                 | Pts | PJ | PG | PE | PP | GF | GC | DG |
| ---------------------- | --- | -- | -- | -- | -- | -- | -- | -- |
| Formas Íntimas         | 7   | 3  | 2  | 1  | 0  | 6  | 2  | 4  |
| Estudiantes de Guárico | 4   | 3  | 1  | 1  | 1  | 3  | 4  | -1 |
| Boca Juniors           | 3   | 3  | 1  | 0  | 2  | 5  | 6  | -1 |
| Foz Cataratas          | 2   | 3  | 0  | 2  | 1  | 3  | 5  | -2 |

| 28 de octubre de 2013 10:30 | Estudiantes de Guárico | 0:2 (0:1) | Formas Íntimas        | Estadio ABC, Foz do Iguaçu       |                                  |
|                             |                        | Reporte   | Yisela Cuesta 31' 46' | Árbitro(s): María Belén Carvajal | Árbitro(s): María Belén Carvajal |

| 28 de octubre de 2013 19:15 | Foz Cataratas             | 1:3 (0:2) | Boca Juniors                                                  | Estadio ABC, Foz do Iguaçu |                          |
|                             | Daiane Moretti 49' (pen.) | Reporte   | María Belén Potassa 28' · Yael Oviedo 31' · Carmen Brusco 83' | Árbitro(s): Silvia Reyes   | Árbitro(s): Silvia Reyes |

| 30 de octubre de 2013 10:30 | Boca Juniors        | 1:2 (1:1) | Estudiantes de Guárico         | Estadio Pedro Basso, Foz do Iguaçu |  |
|                             | Maria Belén Potassa | Reporte   | Paola Villamizar · Ysaura Viso |                                    |  |

| 30 de octubre de 2013 20:00 | Foz Cataratas           | 1:1 (1:0) | Formas Íntimas              | Estadio ABC, Foz do Iguaçu |  |
|                             | Camila Grum Germano 45' | Reporte   | Jessica Sánchez Duquino 61' |                            |  |

| 1 de noviembre de 2013 10:30 | Boca Juniors            | 1:3 (1:1) | Formas Íntimas                                                 | Estadio ABC, Foz do Iguaçu |  |
|                              | Diana Ospina 37' (a.g.) | Reporte   | Diana Ospina 34' · María Catalina Usme 49' · Yisela Cuesta 68' |                            |  |

| 1 de noviembre de 2013 19:15 | Foz Cataratas      | 1:1 (0:1) | Estudiantes de Guárico | Estadio ABC, Foz do Iguaçu |  |
|                              | Daiane Moretti 75' | Reporte   | Oriana Altuve 32'      |                            |  |

### Mejor segundo
El mejor segundo de los tres grupos avanza a las semifinales.
| Equipo                 | Pts | PJ | PG | PE | PP | GF | GC | DG | GRUPO |
| ---------------------- | --- | -- | -- | -- | -- | -- | -- | -- | ----- |
| Mundo Futuro FC        | 7   | 3  | 2  | 1  | 0  | 7  | 4  | 3  | A     |
| Cerro Porteño          | 6   | 3  | 2  | 0  | 1  | 11 | 4  | 7  | B     |
| Estudiantes de Guárico | 4   | 3  | 1  | 1  | 1  | 3  | 4  | -1 | C     |

## Etapa Final
|  | Semifinales            | Semifinales            |   |           | Final                  | Final                  |  |
|  | 4 de noviembre de 2013 | 4 de noviembre de 2013 |   |           | 7 de noviembre de 2013 | 7 de noviembre de 2013 |  |
|  |                        |                        |   |           |                        |                        |  |
|  |                        |                        |   |           |                        |                        |  |
|  | Colo-Colo              | 1 (0)                  |   |           |                        |                        |  |
|  | São José               | 1 (3)                  |   |           |                        |                        |  |
|  |                        |                        |   |           |                        |                        |  |
|  |                        |                        |   |           |                        |                        |  |
|  |                        |                        |   |           | São José               | 3                      |  |
|  |                        | Formas Íntimas         | 1 |           |                        |                        |  |
|  |                        |                        |   |           |                        |                        |  |
|  |                        |                        |   |           |                        |                        |  |
|  |                        |                        |   |           | Tercer lugar           |                        |  |
|  |                        |                        |   |           |                        |                        |  |
|  | Formas Íntimas         | 4                      |   | Colo-Colo | 6                      |                        |  |
|  | Mundo Futuro FC        | 1                      |   |           | Mundo Futuro FC        | 3                      |  |

### Semifinal
| 4 de noviembre de 2013, 17:30 | Colo Colo                                       | 1:1 (0:0) (0:3 p.)         | São José                                    | Estadio ABC, Foz do Iguaçu         |                                    |
|                               | Yusmery Ascanio 60'                             | Reporte                    | Giovania Campos 89' (pen.)                  | Árbitro(s): Yanina Mujica Camacaro | Árbitro(s): Yanina Mujica Camacaro |
|                               |                                                 | Tiros desde el punto penal |                                             |                                    |                                    |
|                               | Claudia Soto · Francisca Lara · Yusmery Ascanio |                            | Fabiana Baiana · Poliana · Marialdes Maciel |                                    |                                    |

| 4 de noviembre de 2013, 21:00 | Formas Íntimas                                                                      | 4:1 (2:0) | Mundo Futuro FC     | Estadio ABC, Foz do Iguaçu |                            |
|                               | Yisela Cuesta 11' · Jessica Sánchez 16' · Jennifer Peñaloza 48' · Catalina Usme 73' | Reporte   | Maitté Zamorano 81' | Árbitro(s): Estela Alvarez | Árbitro(s): Estela Alvarez |

### Tercer lugar
| 7 de noviembre de 2013 10:30 | Colo Colo                                                                                             | 6:3 (2:1) | Mundo Futuro FC                            | Estadio ABC, Foz do Iguaçu |                            |
|                              | Estefania Banini 21' · Javiera Roa 42', 63' · Yessenia Huenteo 59' · Yanara Aedo 76' · Rocío Soto 86' | Reporte   | Maitté Zamorano 39' 88' · Janeth Morón 71' | Árbitro(s): Zulma Quiñonez | Árbitro(s): Zulma Quiñonez |

### Final
| 7 de noviembre de 2013 18:00 | São José                                                                    | 3:1 (2:1) | Formas Íntimas   | Estadio ABC, Foz do Iguaçu    |                               |
|                              | Priscila Gonçalves 11' · Danielli Pereira 13' · Gislaine Souza Da Silva 48' | Reporte   | Diana Ospina 10' | Árbitro(s): Gabriela Bandeira | Árbitro(s): Gabriela Bandeira |

## Campeón
|                                |
| Bandera de Brasil              |
| Campeón Sao José EC 2.º título |

## Estadísticas
| Equipo | Equipo                 | Pts | PJ | PG | PE | PP | GF | GC | Dif |
| ------ | ---------------------- | --- | -- | -- | -- | -- | -- | -- | --- |
| 1      | Sao José EC            | 13  | 5  | 4  | 1  | 0  | 8  | 2  | 6   |
| 2      | Formas Íntimas         | 10  | 5  | 3  | 1  | 1  | 11 | 6  | 5   |
| 3      | Colo-Colo              | 11  | 5  | 3  | 2  | 0  | 23 | 8  | 15  |
| 4      | Mundo Futuro FC        | 7   | 5  | 2  | 1  | 2  | 11 | 14 | -3  |
| 5      | Cerro Porteño          | 6   | 3  | 2  | 0  | 1  | 11 | 4  | 7   |
| 6      | Estudiantes de Guárico | 4   | 3  | 1  | 1  | 1  | 3  | 4  | -1  |
| 7      | Boca Juniors           | 3   | 3  | 1  | 0  | 2  | 5  | 6  | -1  |
| 8      | Rocafuerte FC          | 3   | 3  | 1  | 0  | 2  | 3  | 4  | -1  |
| 9      | Nacional               | 3   | 3  | 1  | 0  | 2  | 5  | 10 | -5  |
| 10     | Foz Cataratas          | 2   | 3  | 0  | 2  | 1  | 3  | 5  | -2  |
| 11     | JC Sport Girls         | 0   | 3  | 0  | 0  | 3  | 2  | 12 | -10 |
| 12     | Everton                | 0   | 3  | 0  | 0  | 3  | 1  | 11 | -10 |

## Tabla de goleadoras
| Jugador                     | Equipo                 | Goles |
| --------------------------- | ---------------------- | ----- |
| Maite Zamorano              | Mundo Futuro FC        | 7     |
| Estefanía Banini            | Colo-Colo              | 6     |
| Yisela Cuesta               | Formas Íntimas         | 4     |
| Camila Sáez                 | Colo-Colo              | 3     |
| Claudia Soto                | Colo-Colo              | 3     |
| Janeth Morón                | Mundo Futuro FC        | 3     |
| Rosa Aquino                 | Cerro Porteño          | 3     |
| Yusmery Ascanio             | Colo-Colo              | 3     |
| Ana Fleitas                 | Cerro Porteño          | 2     |
| Catalina Usme               | Formas Íntimas         | 2     |
| Daiane Moretti              | Foz Cataratas          | 2     |
| Diana Ospina                | Formas Íntimas         | 2     |
| Giovania Campos             | São José               | 2     |
| Gislaine Souza Da Silva     | São José               | 1     |
| Javiera Roa                 | Colo-Colo              | 2     |
| Jessica Sánchez             | Formas Íntimas         | 2     |
| Liz Peña                    | Cerro Porteño          | 2     |
| Maria Belén Potassa         | Boca Juniors           | 2     |
| Miraildes Maciel            | São José               | 2     |
| Rebeca Fernández            | Cerro Porteño          | 2     |
| Yanara Aedo                 | Colo-Colo              | 2     |
| Yessenia Huenteo            | Colo-Colo              | 2     |
| Amparo Chuquival            | JC Sport Girls         | 1     |
| Valeria Palacios            | Rocafuerte FC          | 1     |
| Camila Grum                 | Foz Cataratas          | 1     |
| Carmen Brusco               | Boca Juniors           | 1     |
| Danielli Pereira            | São José               | 1     |
| Erika Vásquez               | Rocafuerte FC          | 1     |
| Fabiana Da Silva            | São José               | 1     |
| Federica Silvera            | Nacional               | 1     |
| Florencia Garrido           | Nacional               | 1     |
| Francisca Moroso            | Colo-Colo              | 1     |
| Ingrid Rodríguez            | Rocafuerte FC          | 1     |
| Jennifer Peñaloza           | Formas Íntimas         | 1     |
| Jessica Santacruz           | Cerro Porteño          | 1     |
| Liliana Neyra               | JC Sport Girls         | 1     |
| Lucía Cappelletti           | Nacional               | 1     |
| María Carolina Birizamberri | Nacional               | 1     |
| Mariana Buidid              | Nacional               | 1     |
| Mariana Pereira             | São José               | 1     |
| Nicole Sanhueza             | Everton                | 1     |
| Oriana Altuve               | Estudiantes de Guárico | 1     |
| Paola Villamizar            | Estudiantes de Guárico | 1     |
| Poliana Barbosa             | São José               | 1     |
| Priscila Gonçalves          | São José               | 1     |
| Rocío Soto                  | Colo-Colo              | 1     |
| Yael Oviedo                 | Boca Juniors           | 1     |
| Yanina López                | Mundo Futuro FC        | 1     |
| Ysaura Viso                 | Estudiantes de Guárico | 1     |